# Alois
Alois är en gammaloccitansk form av namnet Louis. Det finns ingen svensk motsvarighet till namnet men moderna varianter finns i andra språk, såsom Aloïs på franska; Aloys på tyska; Alois på tjeckiska; Alojz på slovakiska och slovenska; Alojzy på polska; Aloísio på portugisiska, spanska och italienska; och Alajos på ungerska.

## Personer
- Alois (född 1968), liechtensteinsk arvfurste och adelsman
- Alois Alzheimer (1864–1915), tysk psykiater och neuropatolog
- Alois Arnegger (1879–1963), österrikisk landskapsmålare
- Alois Brunner (1912–2001), österrikisk SS-officer och dömd krigsförbrytare
- Alois Eliáš (1890–1942), tjeckoslovakisk general och politiker
- Alois Estermann (1954–1998), schweizisk officer och schweizergardets kommendant
- Alois Hába (1893–1973), tjeckisk tonsättare, musikteoretiker och musikpedagog
- Alois Hitler (1837–1903), österrikisk tullinspektör och Adolf Hitlers far
- Alois I (1759–1805), liechtensteinsk furste och adelsman
- Alois II (1796–1858), liechtensteinsk furste och adelsman
- Alois Jirásek (1851–1930), tjeckisk historienovell- och teaterpjäsförfattare
- Alois Kayser (1877–1944), tysk katolsk missionär och nedskrivare av naurisk grammatik
- Alois Kříž (1911–1947), tjeckoslovakisk pronazistisk journalist och radiooperatör
- Alois Musil (1868–1944), österrikisk-tjeckisk orientalist och upptäcktsresande
- Alois Negrelli (1799–1858), tyrolsk ingenjör och järnvägspionjär
- Alois Pennarini (1870–1927), österrikisk tenor och stumfilmsskådespelare
- Alois Swoboda (1873–1938), amerikansk frisksportpionjär och kvacksalvare
- Alois Rašín (1867–1923), tjeckoslovakisk politiker och nationalekonom
- Alois Riehl (1844–1924), österrikisk nykantiansk filosof
- Alois Senefelder (1771–1834), österrikisk dramatiker och uppfinnare
- Alois Vašátko (1908–1942), tjeckoslovakisk artilleriofficer och flygaräss
- Alois von Reding (1765–1818), schweizisk officer och politiker
- Alois Švehlík (född 1939), tjeckisk skådespelare och teaterpedagog
- Alois Sprenger (1813–1893), österrikisk akademiker och orientalist
- Alois Ander (1821–1864), böhmisk operasångare och tenor
- Alois Bierl (född 1943), västtysk roddare och OS-guldmedaljör
- Alois Brandl (1855−1940), österrikisk-tysk språkforskare
- Alois Biedermann (1819−1885), schweizisk protestantisk teolog
- Alois Faigle (1898−???), schweizisk bobåkare
- Alois Trenker (1892–1990), sydtyrolsk regissör och skådespelare samt bergsklättrare och bobåkare
- Alois von Brühl (1739−1793), polsk-sachsisk greve och militär
- Alois Höfler (1853−1922), österrikisk filosof och psykolog
- Alois Kratzer (1907−1990), tysk backhoppare
- Alois Kälin (född 1939), schweizisk före detta längdskidåkare
- Alois von Aehrenthal (1854−1912), österrikisk greve och statsman
- Alois Lipburger (1956−2001), österrikisk backhoppare och lärare
- Alois Lutz (1898–1918), österrikisk konståkare och upphovmannen till Lutzhoppet